# Heteraprium
Heteraprium is een geslacht van rechtvleugeligen uit de familie sabelsprinkhanen (Tettigoniidae). De wetenschappelijke naam van dit geslacht is voor het eerst geldig gepubliceerd in 1902 door Krauss.

## Soorten
Het geslacht Heteraprium omvat de volgende soorten:
- Heteraprium brunneri Krauss, 1902
- Heteraprium imperfectum Beier, 1954
- Heteraprium inversum Brunner von Wattenwyl, 1895